# Ana Marta Contente
Ana Marta Contente (Alenquer, 28 de agosto de 1999) é uma atriz portuguesa.

## Biografia
Ana nasceu em 1999, em Alenquer, Portugal. Ela começou a sua carreira na atuação entre seus 7 e 8 anos de idade, com o papel da menina "Lúcia" na telenovela de 2007, Floribella, e com o papel da menina Maria Rita na telenovela também de 2007, Conta-me Como Foi. Mas devido ao seu começo cedo na carreira de atuação, ela não teve uma vida fácil durante sua escolaridade, por causa do comportamento de seus colegas na época.

## Filmografia

### Televisão
| Ano       | Título                          | Papel                        | Nota(s)               | Canal |
| --------- | ------------------------------- | ---------------------------- | --------------------- | ----- |
| 2007      | Floribella                      | Lúcia                        | Elenco Principal      | SIC   |
| 2007-2008 | Conta-me como Foi               | Maria Rita                   | Elenco Principal      | RTP1  |
| 2007-2008 | Resistirei                      | Catarina de Lemos            | Elenco Principal      | SIC   |
| 2009      | Uma Aventura na Casa Assombrada | Éster                        | Participação Especial | SIC   |
| 2011-2012 | Remédio Santo                   | Dora Trindade Coelho         | Elenco Infantil       | TVI   |
| 2013      | Sinais de Vida                  | Camila Coimbra               | Elenco Infantil       | RTP1  |
| 2016-2017 | Mulheres Assim                  | Maria João                   | Elenco Principal      | RTP1  |
| 2017-2018 | O Sábio                         | Rita Costa Cardoso           | Elenco Principal      | RTP1  |
| 2018      | Paixão                          | Mafalda                      | Elenco Adicional      | SIC   |
| 2021-2025 | Festa é Festa                   | Elisabete "Betinha" Trindade | Elenco Principal      | TVI   |

### Cinema
| Ano  | Filme                           | Papel                      |
| ---- | ------------------------------- | -------------------------- |
| 2008 | Amália - O Filme                | Amália Rodrigues (Criança) |
| 2009 | Uma Aventura na Casa Assombrada | Ester                      |
| 2017 | Índice Médio de Felicidade      | Flor                       |